# 繼園街

## 歷史

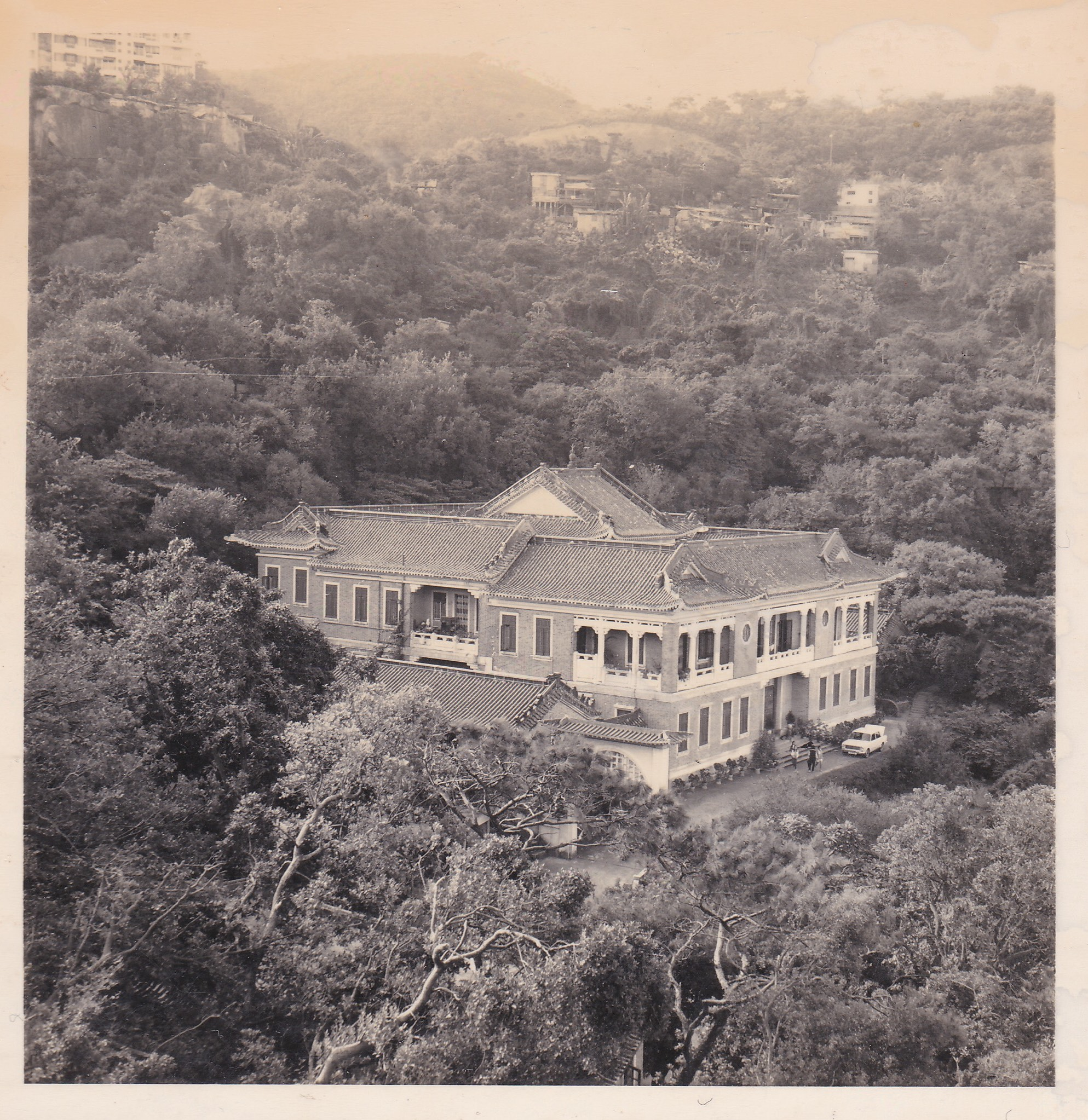
繼園（1970年代）

繼園山一帶由繼園街、繼園上里及繼園下里三條街道組成，而昔日有陳維周（廣州軍閥「南天王」陳濟棠大哥）的「繼園」大宅。
繼園街曾經是不同作家踏足的地方，張愛玲在1952年來港後就曾經常往返宋淇及鄺文美夫婦在繼園街的單位。

## 繼園上里／繼園下里
繼園上里及繼園下里為附近兩條已消失的街道，原為繼園樓和福安樓所在地，現屬住宅項目柏蔚山的位置。

## 沿途地點
- 柏蔚山（現繼園街1號）
- 輝濃臺
- 百福花園

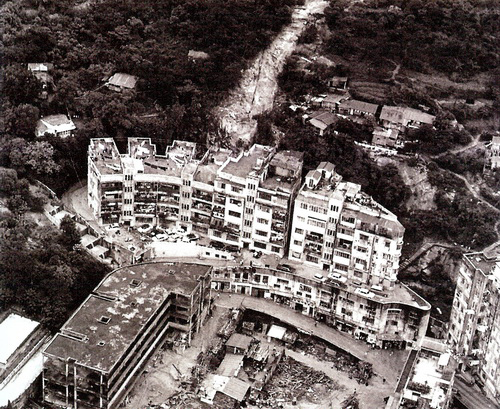
六一二雨災後鳥瞰繼園街（1966年）

- 崇珠佛社（建於1955年，由陳樹渠及鄉紳合資興建[5]）
- 繼園街60–74號（由任冠生設計，1957年建成至2021年中拆卸，基座為店舖及2-3層高的住宅建築[6]，電影《A-1頭條》曾取景於此[7]）

## 圖片

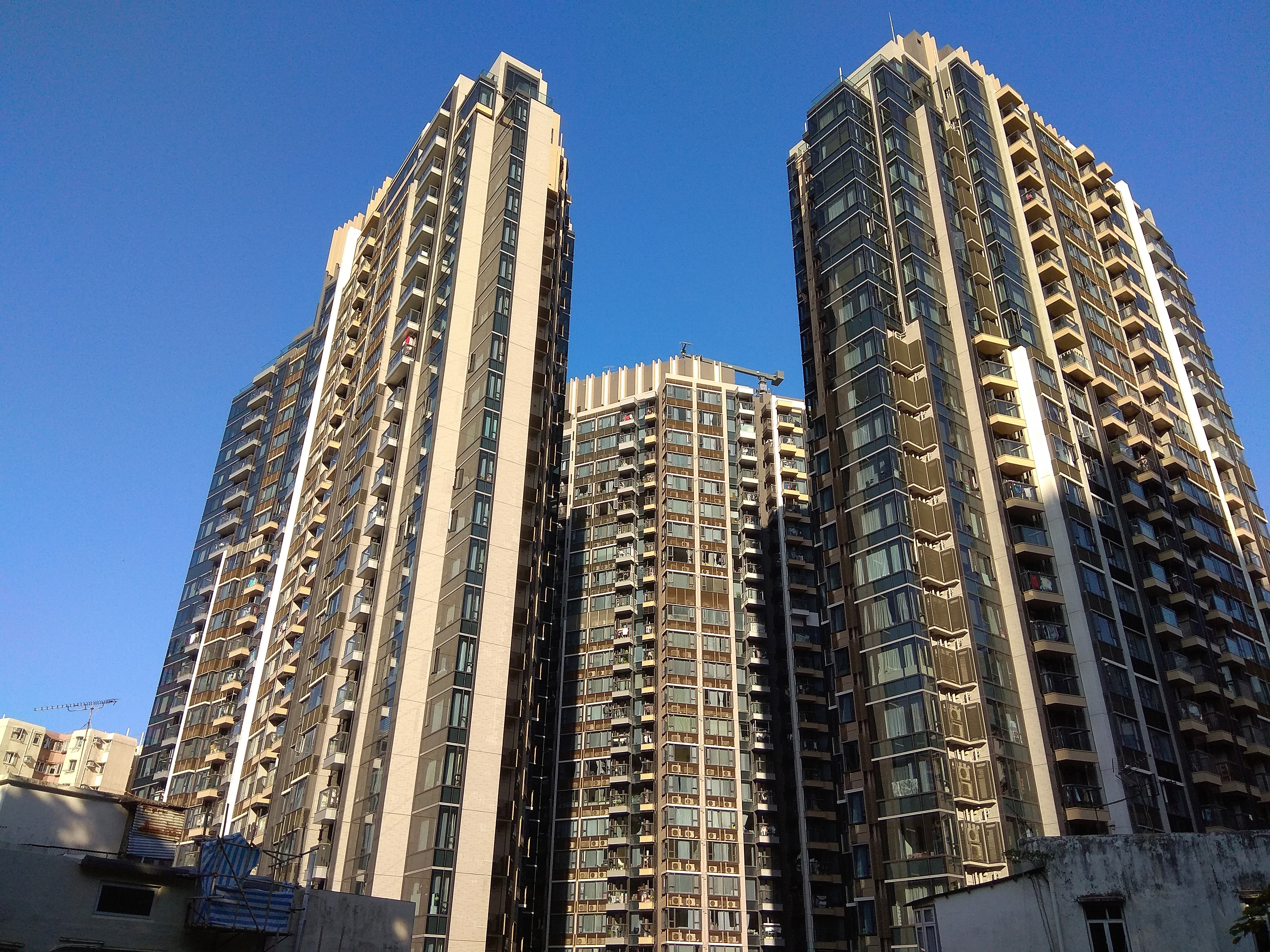
柏蔚山
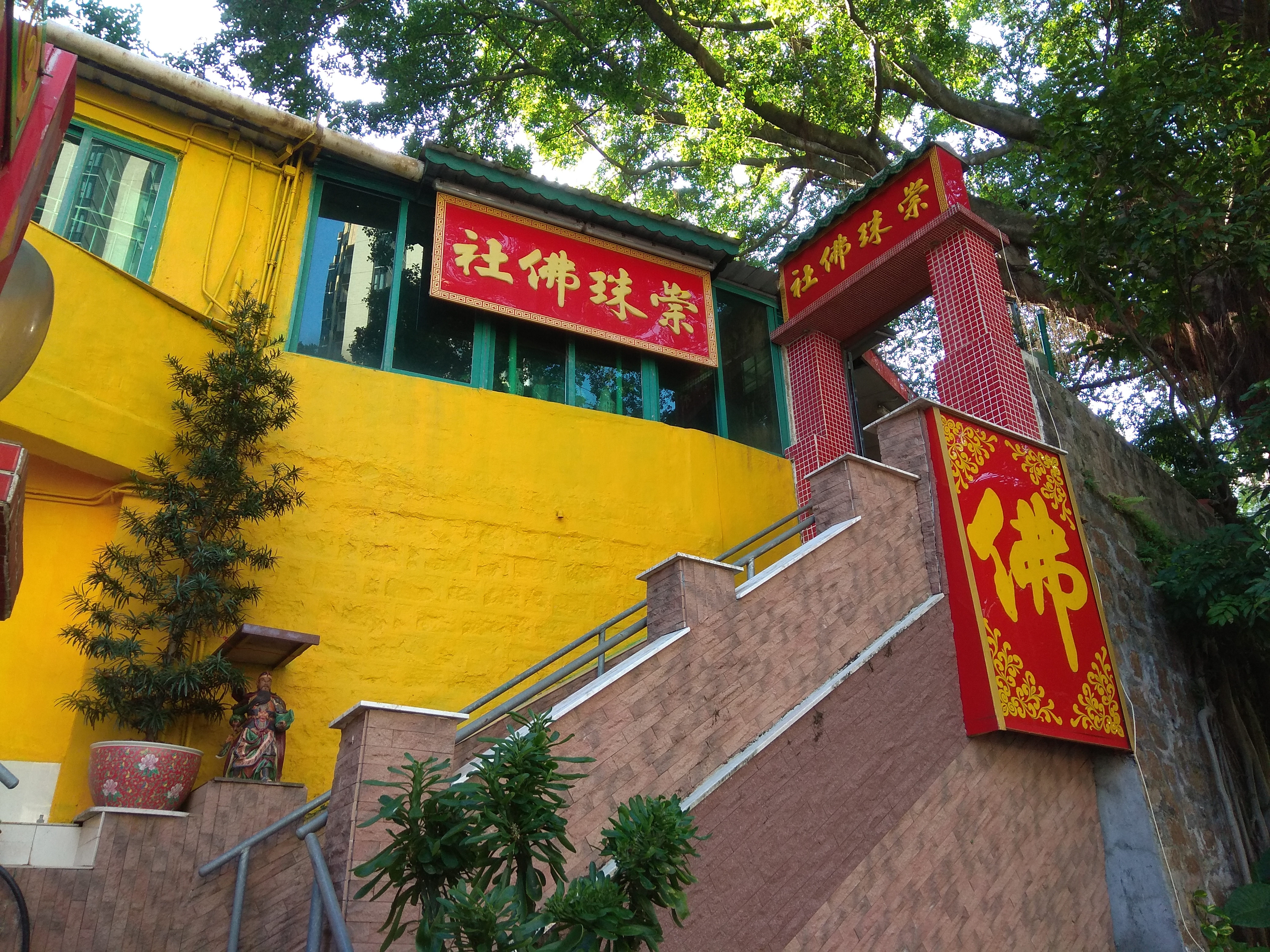
崇珠佛社
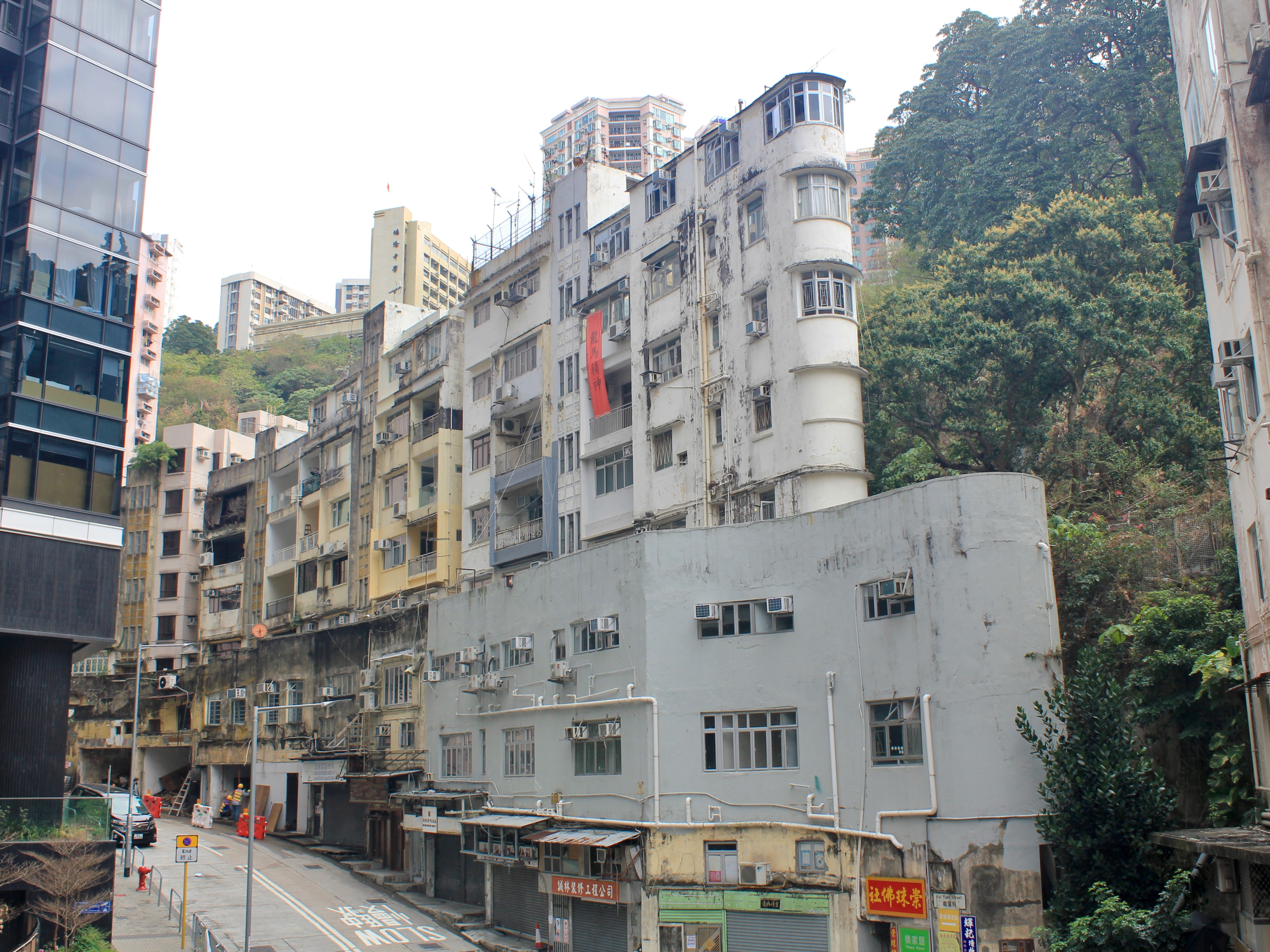
繼園街60–74號（已拆卸）
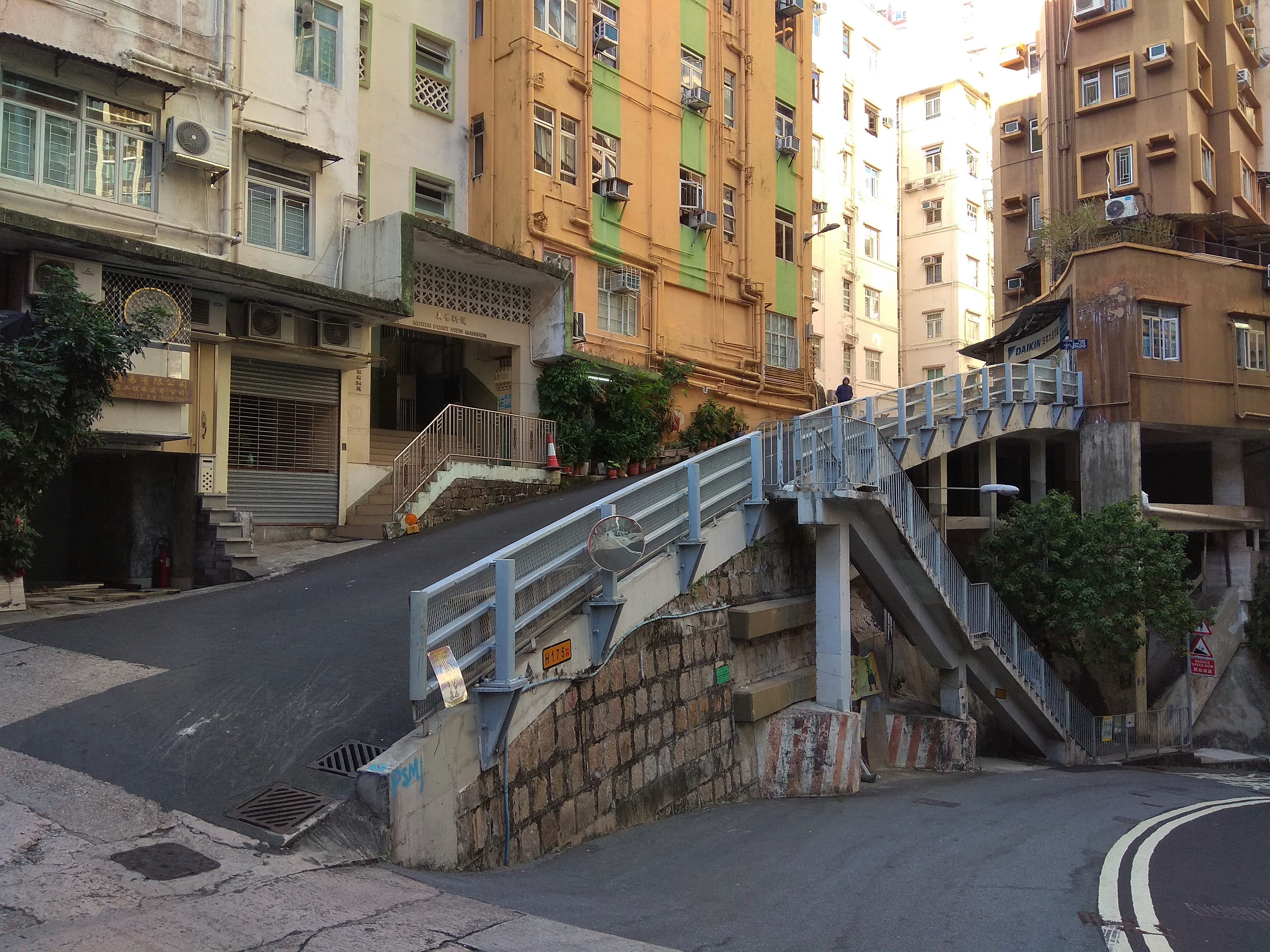
通往山上洋樓的的車道

## 相關作品
- 《繼園臺七號》[8]

## 外部連結
维基共享资源上的相關多媒體資源：繼園街